# Сан Пачифико (Мачерата)
Сан Пачифико је насеље у Италији у округу Мачерата, региону Марке.
Према процени из 2011. у насељу је живело 5 становника. Насеље се налази на надморској висини од 414 м.